# Emison, Indiana
Emison är en ort i Knox County i delstaten Indiana, USA.